# Тургеневский (Орловская область)
Тургеневский — опустевший посёлок в Свердловском районе Орловской области. Входит в состав Кошелёвского сельского поселения. Население — 0 чел. (2010).

## География
Посёлок расположен на берегу реки Озерна.
Уличная сеть представлена одним объектом: Берёзовая улица.
Географическое положение: в 14 километрах от районного центра — посёлка городского типа Змиёвка, в 44 километрах от областного центра — города Орёл и в 365 километрах от столицы — Москвы.

## Население
| 2010 |
| ---- |
| 0    |